# East Alto Bonito
East Alto Bonito – jednostka osadnicza w Stanach Zjednoczonych, w stanie Teksas, w hrabstwie Starr.